# Saint-Nicolas-d'Aliermont
Saint-Nicolas-d'Aliermont is een gemeente in het Franse departement Seine-Maritime (regio Normandië) en telt 3862 inwoners (1999). De plaats maakt deel uit van het arrondissement Dieppe.

## Geografie
De oppervlakte van Saint-Nicolas-d'Aliermont bedraagt 15,5 km², de bevolkingsdichtheid is 249,2 inwoners per km².
De onderstaande kaart toont de ligging van Saint-Nicolas-d'Aliermont met de belangrijkste infrastructuur en aangrenzende gemeenten.

## Demografie
Onderstaande figuur toont het verloop van het inwonertal (bron: INSEE-tellingen).